# Syngate Records
Syngate Records is een Duits platenlabel. 
Syngate is opgericht op 1 juli 2001 ter verspreiding van elektronische muziek in destijl van de Berlijnse School voor elektronische muziek. In de jaren 80 en 90 bevond de stroming “elektronische muziek” zich in het verdomhoekje, de grote platenlabels lieten de artiesten, op enkelen na, links liggen. Musici moesten hun uitvlucht zoeken in uitgaven via de muziekcassettes. Eind jaren 90 kwam echter de mogelijkheid om compact discs in kleinere oplagen aan te maken, zonder dat de kosten te hoog werden. Ook werd het rendabel voor onbekende artiesten Compact discs on demand aan te laten maken, mits ze gebruik konden maken van een centrale registratie.
Syngate bracht sinds 2001 muziek uit van onder meer Frank Klare, Syn, F.D. Project en Traumklang.
Syngate is gevestigd in Frankenau. 